# India Lee
India Lee (* 31. Mai 1988 in Basingstoke) ist eine britische Duathletin und Triathletin. Sie ist Triathlon-Europameisterin (2016) und Ironman-Siegerin (2025).

## Werdegang
India Lee wurde in der Grafschaft Hampshire geboren und betreibt Triathlon seit 2013. Gleich im ersten Jahr wurde sie Neunte bei der nationalen Duathlon-Meisterschaft (5 km Laufen, 20 km Radfahren und 2,5 km Laufen).
Im März 2015 wurde sie nationale Vizemeisterin auf der Duathlon-Sprintdistanz und vier Wochen später in Spanien Dritte bei der Duathlon-Europameisterschaft.
Im Mai 2016 wurde sie in Lissabon ETU-Europameisterin Triathlon auf der olympischen Distanz (1,5 km Schwimmen, 40 km Radfahren und 10 km Laufen).
Bei der Europameisterschaft auf der olympischen Distanz belegte sie im August 2018 in Glasgow den 21. Rang. Bei ihrem ersten Start auf der Mitteldistanz konnte die damals 30-Jährige im September den Ironman 70.3 Weymouth für sich entscheiden.
Im Mai 2021 wurde die 32-Jährige Zweite bei der Challenge Riccione in Italien.

### Langdistanz seit 2022
Im November 2022 belegte die 34-Jährige bei ihrem ersten Start auf der Ironman-Distanz (3,86 km Schwimmen, 180,2 km Radfahren und 42,195 km Laufen) bei der Erstaustragung des Ironman Israel den sechsten Rang.
Im März 2024 gewann India Lee die Premiere der T100 Triathlon World Tour in Miami und kassierte 25.000 US-Dollar Preisgeld. Im Mai konnte die 35-Jährige nach 2023 erneut auf der Halbdistanz die Challenge World Championships im slowakischen Šamorín für sich entscheiden.
Im Juni 2025 gewann sie mit dem Ironman Les Sables d’Olonne-Vendée ihr erstes Ironman-Rennen.
India Lee lebt in Winchester.

## Sportliche Erfolge
| Datum/Jahr    | Rang | Wettbewerb                            | Austragungsort | Zeit     | Bemerkung                                                                          |
| ------------- | ---- | ------------------------------------- | -------------- | -------- | ---------------------------------------------------------------------------------- |
| 6. Sep. 2020  | 3    | Helvellyn Triathlon                   | Lake District  |          | [ 7 ]                                                                              |
| 21. Juli 2019 | 2    | ITU World Championship Series 2019    | Edmonton       | 01:20:23 | in der gemischten Staffel mit Sophie Coldwell, Jonathan Brownlee und Gordon Benson |
| 9. Aug. 2018  | 21   | ETU Triathlon European Championships  | Glasgow        | 02:05:35 | Europameisterschaft auf der olympischen Kurzdistanz                                |
| 2. Juni 2018  | 3    | ITU Triathlon World Cup               | Cagliari       | 01:00:14 | hinter der Österreicherin Lisa Perterer                                            |
| 23. Juli 2017 | 1    | London Triathlon                      | London         | 02:03:16 |                                                                                    |
| 28. Mai 2016  | 1    | ETU Triathlon European Championships  | Lissabon       | 02:04:03 | Europameisterin auf der olympischen Distanz                                        |
| 8. Mai 2016   | 1    | ITU Triathlon World Cup               | Cagliari       | 01:03:52 | Siegerin auf der Sprintdistanz                                                     |
| 2. Aug. 2015  | 49   | ITU World Olympic Qualification Event | Rio de Janeiro | 02:07:59 |                                                                                    |
| 15. Juni 2014 | 4    | GBR Triathlon National Championships  | Windsor        | 02:06:09 | hinter der Siegerin Emma Pallant                                                   |

| Datum/Jahr    | Rang | Wettbewerb                          | Austragungsort | Zeit     | Bemerkung                                                                          |
| ------------- | ---- | ----------------------------------- | -------------- | -------- | ---------------------------------------------------------------------------------- |
| 28. Sep. 2024 | 3    | T100 Ibiza                          | Ibiza          | 03:35:17 |                                                                                    |
| 27. Juli 2024 | 9    | PTO T100 Triathlon World Tour       | London         | 03:44:23 |                                                                                    |
| 8. Juni 2024  | 8    | PTO T100 Triathlon World Tour       | San Francisco  | 03:49:46 |                                                                                    |
| 19. Mai 2024  | 1    | Challenge World Championship        | Šamorín        | 03:56:45 | bei „The Championship“                                                             |
| 9. März 2024  | 1    | T100 Miami                          | Miami          | 03:27:12 | 2 km Schwimmen, 80 km Radfahren und 18 km Laufen                                   |
| 21. Mai 2023  | 1    | Challenge World Championship        | Šamorín        |          |                                                                                    |
| 18. März 2023 | 2    | Ironman 70.3 Lanzarote              | Lanzarote      | 04:28:38 |                                                                                    |
| 26. Juni 2022 | 3    | Ironman 70.3 European Championships | Helsingør      | 04:10:33 | Dritte der Ironman 70.3 European Championships beim Ironman 70.3 Kronborg-Elsinore |
| 11. Feb. 2017 | 12   | Challenge World Championship        | Šamorín        | 04:36:43 | bei „The Championship“                                                             |
| 9. Mai 2021   | 2    | Challenge Riccione                  | Riccione       | 04:29:03 |                                                                                    |
| 22. Sep. 2019 | 1    | Ironman 70.3 Weymouth               | Weymouth       |          |                                                                                    |
| 29. Juni 2019 | 1    | Ironman 70.3 Lahti                  | Lahti          |          |                                                                                    |
| 23. Sep. 2018 | 1    | Ironman 70.3 Weymouth               | Weymouth       | 04:25:05 |                                                                                    |

| Datum/Jahr    | Rang | Wettbewerb                         | Austragungsort      | Zeit     | Bemerkung                                                    |
| ------------- | ---- | ---------------------------------- | ------------------- | -------- | ------------------------------------------------------------ |
| 22. Juni 2025 | 1    | Ironman Les Sables d’Olonne-Vendée | Les Sables-d’Olonne | 08:24:37 |                                                              |
| 25. Nov. 2022 | 6    | Ironman Israel                     | Tiberias            | 09:03:00 | erster Start auf der Ironman-Distanz; bei der Erstaustragung |

| Datum/Jahr    | Rang | Wettbewerb                                 | Austragungsort         | Zeit     | Bemerkung                                   |
| ------------- | ---- | ------------------------------------------ | ---------------------- | -------- | ------------------------------------------- |
| 25. Apr. 2015 | 3    | ETU Duathlon European Championships        | Alcobendas             | 02:07:28 | Europameisterschaft Duathlon                |
| 29. März 2015 | 2    | GBR Sprint Duathlon National Championships | Corby                  | 00:37:11 | Nationale Vizemeisterin hinter Emma Pallant |
| 2013          | 9    | GBR Duathlon National Championships        | Vereinigtes Konigreich | 01:05:37 | hinter der Siegerin Vanessa Raw             |

(DNF – Did Not Finish)